# Karel Bartošek
Karel Bartošek, född 1930, död 2004, var en historiker specialiserad på samtida tjeckisk och tjeckoslovakisk historia. 1960-1970 var han medlem i den tjeckoslovakiska vetenskapsakademin. Som dissident fängslades han 1972 av kommunistregimen och efter 1982 levde han i exil i Frankrike. Bartošek var en av dem som skrev på Charta 77. Till 1996 var han forskare vid institutet för samtida historia i Paris.

## Publikationer
- Pražské povstání 1945 (The Prague Uprising, 1945; Utgiven i Prag 1960, 1965)
- Zpovídání: Pražské hovory 1978-1982 (Confessions: Prague Talks, 1978-1982; Toronto)
- Svědek Husákova procesu vypovídá (The Testimony of a Husák Trial Witness; Prag 1991).
- Kommunismens svarta bok 1999, medförfattare
- Zpráva o putování v komunistických archivech (A Report on a Pilgrimage through Communist Archives, 2000), som är en uppdatering av hans tidigare böcker Les Aveux des Archives, Prague-Paris-Prague 1948-1968 (Paris 1996), och Český vězeň (Bohemian Prisoner, 2001).